# Marie Matulová
Marie Matulová, rozená Geislerová, psáno též Geisslerová (25. srpna 1860 Kokory – 20. ledna 1909 Ostrava), byla česká učitelka, propagátorka rovnoprávnosti ve vzdělání dívek a žen, členka a funkcionářka ženských a vzdělávacích organizací a spolků (spolek Dobromila, Matice školská, Matice ostravská), první ředitelka dívčí obecné a měšťanské školy v Moravské Ostravě.

## Život

### Mládí
Narodila se jako jedno ze sedmi dětí učitele v Kokorech Antonína Geisslera (* 1821) a jeho manželky Anny (* 1828), rozené Kretschmerové. Antonín Geissler byl známý hudebník, učitel a vlastenec, v Kokorách působil skoro 40 let (rodina přišla do Kokor v roce 1855) na místě řídícího učitele a regenschoriho kokorského kostela. Založil zde čtenářsko-pěvecký spolek Lumír, obecní knihovnu, propagoval technologické novinky v oblasti zemědělství apod. Měl celkem 8 dětí: nejstarší syn Jindřich Geisler se vydal na kněžskou dráhu, výrazně se do dějin Hané a vůbec národního hnutí ve 2. polovině 19. století na Moravě zapojili i další dva Mariini bratři. JUDr. Antonín Geisler mladší byl známým a aktivním olomouckým advokátem a starostou olomouckého Sokola a MUDr. Josef Geisler lékařem, soudním znalcem, který působil v Pöttingeu. Všichni byli kulturně, vlastenecky a pedagogicky činní.
Marie se rozhodla stát učitelkou, posléze začala pedagogicky působit v Moravské Ostravě. Dne 30. listopadu 1895 se v Moravské Ostravě provdala za kolegu učitele Emila (Emiliana) Matulu (* 1866).

### Pedagogická kariéra
V roce 1880 byla pomocnou učitelkou v Hovoranech. V roce 1883 se stala učitelkou na české škole v Moravské Ostravě. V roce 1899 byla z místa nadučitelky na I. české dívčí škole obecné v Moravské Ostravě jmenována ředitelkou české dívčí školy měšťanské tamtéž.

### Společenská aktivita
Již v roce 1887 vystoupila na sjezdu moravských učitelů, kde se vyslovila pro vlasteneckou (ve smyslu českou) výchovu českých dívek. V roce 1897 společně s další hybatelkou veřejného života žen Antonií Palkovskou založily (na základě impulzu doktora Antonína Táborského a jeho ženy Irmy) dobročinný ženský spolek Dobromila, který měl za cíl „podpoření emancipace žen a dívek na poli národním i sociálním. Základním pilířem činnosti spolku byla rovněž charitativní a osvětová činnost.“ Antonie Palkovská se stala na deset let starostkou spolku, Marie Matulová pak jeho jednatelkou.

## Spisy
- MATULOVÁ, Marie. Zpráva o činnosti "Dobromily" za prvních 10 roků jejího trvání (1897-1907). Moravská Ostrava: Dobročinný ženský spolek "Dobromila", 1907. 26 s.